# Дарителство
Дарителството е акт на благотворителност, хуманитарна помощ или принос за дадена кауза. То може да бъде под различни форми – чрез даване на пари, милостиня, услуги или стоки/блага като дрехи, играчки, храни, превозни средства. Може да се отнася и за медицински нужди като кръв кръводаряване или органи за трансплантация. То е действие, чрез което се извършва безвъзмездна помощ – дарение.